# Oskars Kļava
Oskars Kļava (født 8. august 1983 i Liepāja, Sovjetunionen) er en lettisk tidligere fodboldspiller (forsvarer). Han spillede 65 kampe og scorede ét mål for det lettiske landshold i perioden 2005-2013.
På klubplan tilbragte Kļava størstedelen af sin karriere i sin fødeby hos henholdsvis Liepājas Metalurgs og FK Liepāja. Han havde også ophold hos blandt andet Anzhi Makhachkala i Rusland.